# مارتین پی۴ام مرکاتور
مارتین پی۴ام مرکاتور (به انگلیسی: Martin P4M Mercator) یک هواگرد ساختِ کارخانهٔ گلن ال. مارتین کمپانی در کشور ایالات متحده آمریکا است. نخستین استفاده‌کنندهٔ این هواگرد نیروی دریایی ایالات متحده آمریکا بوده‌است. این هواگرد برای نخستین بار در ۲۰ اکتبر ۱۹۴۶ میلادی مورد استفاده قرار گرفت.